# بشر بن صفوان الكلبي
هو بشر بن صفوان ابن تويل بن بشر بن حنظلة بن علقمة بن شرحبيل بن عدس بن أبي جابر بن زهير بن جناب بن عبد الله ابن كنانة بن بكر بن عوف بن عذرة بن زيد اللات ابن رفيدة بن ثور بن كلب تولي إمارة مصر من قبل يزيد بن عبد الملك؛ قدمها لسبع عشرة ليلة خلت من شهر رمضان سنة إحدى ومئة للهجرة. فجعل على شرطه شعيب بن حميد بن أبي الربداء البلوي من الموالي. وكانت لجده أبي الربداء صحبة. ثم نزع شعيب بعد أيام، وولاه التابوت. وجعل بشر أخاه حنظلة بن صفوان على شرطه. في إمرته نزلت الروم تنيس عليهم ررين. فقتل مزاحم بن مسلمة المرادي أميرها في جمع من الموالي، ولهم يقول الشاعر:
وكتب يزيد بن عبد الملك بمنع الزيادة التي كان عمر بن عبد العزيز أمر لأهل الديوان بها، فمنعوها.
ولما رأى بشر بن صفوان افتراق قضاعة في القبائل، كتب إلى يزيد بن عبد الملك يسأله الإذن له في استخراج من كان في القبائل منهم، فيجعلهم دعوةً منفردة. فأذن له يزيد بن عبد الملك في ذلك. فأخرج مهرة من كندة، وأخرج تنوخاً من الأزد، وأخرج آل كعب بن عدي التنوخي من قريش، وأخرج جهينة من أهل الراية، وأخرج خشيناً من لخم، فجعلهم مع سائر قضاعة دعوة مفردةً. وتدوين بشر بن صفوان هذا هو التدوين الرابع لأن الأول تدوين عمرو بن العاص، والثاني تدوين عمر بن عبد العزيز بن مروان، والثالث تدوين قرة بن شريك، والرابع هو هذا. ولم يكن بعد هذا في الديوان شيء له ذكر، إلا ما كان من إلحاق قيس فيه زمن هشام، وأشياء أحدثها المسودة من أرباعهم التي أحدثوها منه. ثم ورد كتاب يزيد بن عبد الملك على بشر بن صفوان بتأميره على إفريقية. فخرج إليها في شوال سنة اثنتين ومئة هجرية، واستخلف أخاه حنظلة بن صفوان على مصر.